# Willard Libby
Willard Frank Libby (n. 17 decembrie 1908, Grand Valley⁠(d), Colorado, SUA – d. 8 septembrie 1980, Los Angeles, California, SUA) a fost un chimist american, unul din oamenii Proiectului Manhattan, laureat al Premiului Nobel pentru chimie (1960).